# Museu de l'Aquarel·la - Fundació J. Martínez Lozano
El Museu de l'Aquarel·la - Fundació J. Martínez Lozano és un museu situat a Llançà (Alt Empordà), que disposa d'una col·lecció pública d'aquarel·les i neix l'any 1989, impulsat pel pintor Josep Maria Martínez Lozano, amb la donació d'un centenar d'aquarel·les a l'Ajuntament de Llançà.
L'Ajuntament, per tal de recollir tota aquesta aportació cultural i en agraïment a la donació d'obres realitzades per l'artista creà el Museu de l'Aquarel·la J. Martínez Lozano per tal de deixar constància pel futur de l'obra de l'autor i del seu nom. Es tracta del primer museu de l'estat en el seu gènere.
L'actual director del museu és Eduard Martínez, net de l'artista.

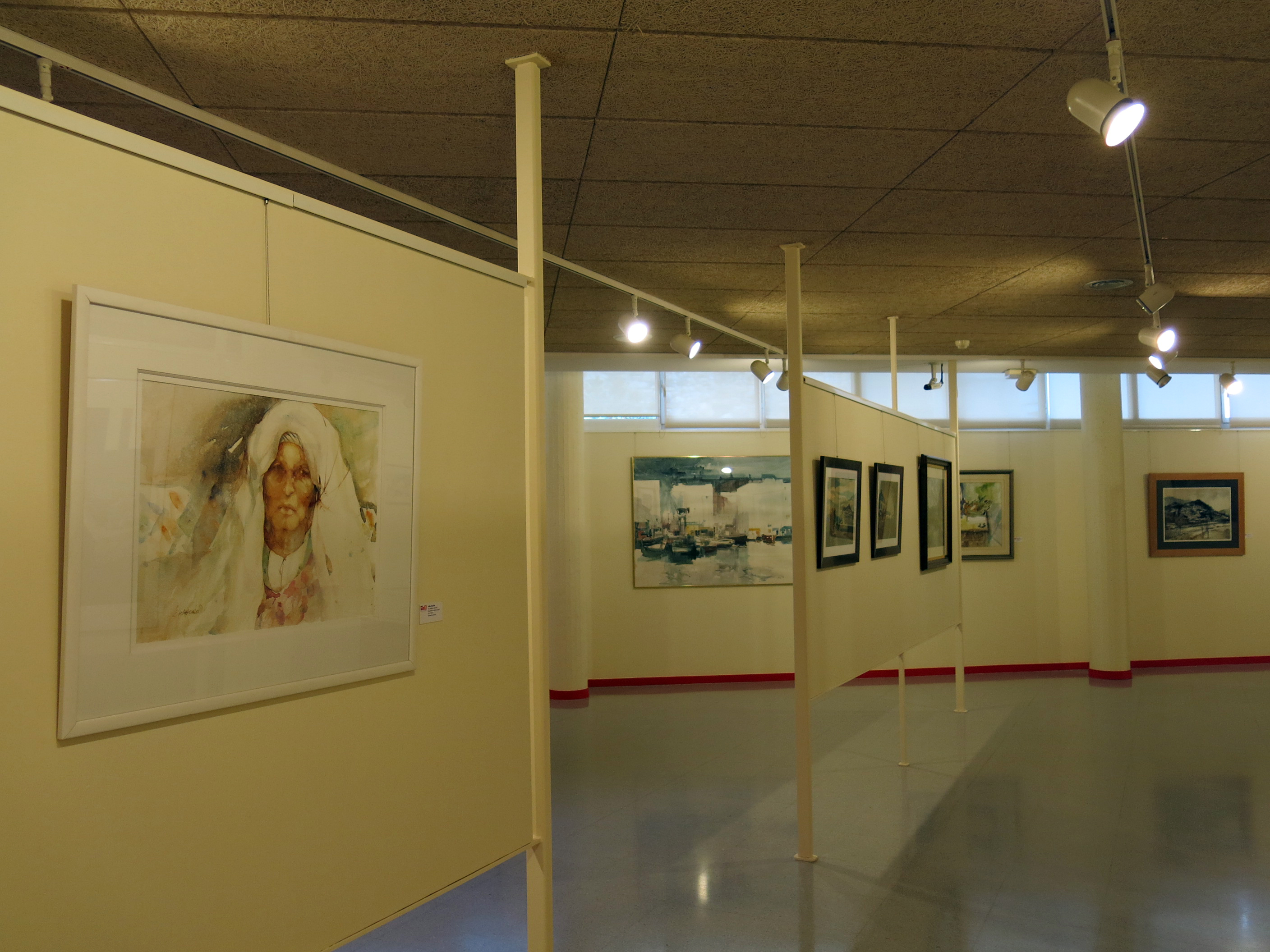
Obres exposades a la sala del museu

El museu, durant tota la seva història ha anat organitzant diverses exposicions representatives dels quadres de les aquarel·les donades per l'autor i també d'obres representatives d'altres aquarel·listes. Una de les darreres exposicions del museu és la “50 m2”, de la Biennal de Portugalete al Museu J. Martínez Lozano, del 23 de juliol al 30 d'agost de 2015, una exposició que compta amb una selecció d'aquarel·listes amb una trajectòria consolidada i avalada per guardons i reconeixements en l'àmbit internacional.
El museu, també convoca el «Premi Museu de l'Aquarel·la de Llançà», que en la darrera edició del 2014 ha estat concedit a la pintora Maria Navarro.

## Publicacions del museu
- Museu de l'Aquarel·la.  Llançà: Fundació J. Martínez Lozano, Ajuntament de Llançà, 1989.
- Martínez Lozano, Josep M. II Simposi Nacional de l'Aquarel·la [Visual]: Llançà, de l'1 al 4 de juny de 1993.  Llançà: Patronat del Museu de l'Aquarel·la, Agrupació d'Aquarel·listes de Catalunya, 1993.
- Martínez Lozano, Josep M. L'Aquarel·la, avui [Visual] : a Andalucía, Catalunya, Euskadi : Llançà, del 3 al 25 de setembre de 1994, sala de l'Escola Municipal d'Arts Plàstiques.  Llançà: Patronat del Museu de l'Aquarel·la, Fundació Martínez Lozano, 1994.
- Agrupación de Acuarelistas de Aragón : catàleg d'obres : exposició.  Llançà: Museu de l'Aquarel·la, Ajuntament de Llançà, 2001.
- Associazione Italiana Acquerellisti : catàleg de l'exposició.  Llançà: Museu de l'Aquarel·la, Fundació Martínez Lozano, 2002.
- Agrupació d'Aquarel·listes de catalunya : el seu fons aquarel·lístic : catàleg de l'exposició.  Llançà: Museu de l'Aquarel·la, Fundació Martínez Lozano, 2005.
- Martínez Lozano, Josep M. J. Martínez Lozano : catàleg de l'exposició.  Llançà: Patronat del Museu de l'Aquarel·la, Fundació Martínez Lozano, 2004.
- XCVI Exposició Col·lectiva de l'Agrupació d'Aquarel·listes de Catalunya en homenatge a J. Martínez Lozano.  Llançà: Museu de l'Aquarel·la, Fundació Martínez Lozano, 2007.